# Rzeczyca (Świebodzin)
Pour les articles homonymes, voir Rzeczyca.
Rzeczyca (prononciation : [ʐɛˈt͡ʂɨt͡sa]) est un village polonais de la gmina de Świebodzin dans le powiat de Świebodzin de la voïvodie de Lubusz dans l'ouest de la Pologne.
Il se situe à environ 6 kilomètres au nord-est de Świebodzin (siège de la gmina et de le powiat), 38 kilomètres au nord de Zielona Góra (siège de la diétine régionale) et 57 kilomètres au sud-est de Gorzów Wielkopolski (capitale de la voïvodie).
Le village compte approximativement une population de 490 habitants.

## Histoire
Le nom allemand du village était Rietschütz.
Après la Seconde Guerre mondiale, avec la mise en œuvre de la ligne Oder-Neisse, le village est intégré à la République populaire de Pologne. La population d'origine allemande est expulsée et remplacée par des polonais.
De 1975 à 1998, le village appartenait administrativement à la voïvodie de Zielona Góra.

Depuis 1999, il appartient administrativement à la voïvodie de Lubusz